# 오즈마르 도니제치 칸지두
오즈마르 도니제치 칸지두 (1968년 10월 24일 ~ )는 브라질의 전 축구 선수이다.

## 통계
| 브라질 | 브라질 | 브라질 |
| 연도   | 출전   | 골     |
| ------ | ------ | ------ |
| 1995   | 1      | 1      |
| 1996   | 3      | 1      |
| 1997   | 4      | 0      |
| 1998   | 1      | 0      |
| 합계   | 9      | 2      |